# Tequus karpa
Tequus karpa – gatunek błonkówki z rodziny Pergidae.

## Taksonomia
Gatunek ten został opisany w 1980 roku przez Davida Smitha pod nazwą Acordulecera karpa. Jako miejsce typowe podano obszar położony na wysokości 2500 m n.p.m., ok. 50 km (30 mil) na płn.-wsch. do peruwiańskiego miasta Huánuco. Holotypem była samica. W 1990 roku autor opisu przeniósł ten gatunek do rodzaju Tequus.

## Zasięg występowania
Ameryka Południowa, znany jedynie z Peru.